# 石油产品
石油產品是從原油經煉油廠提煉出來的一系列產品

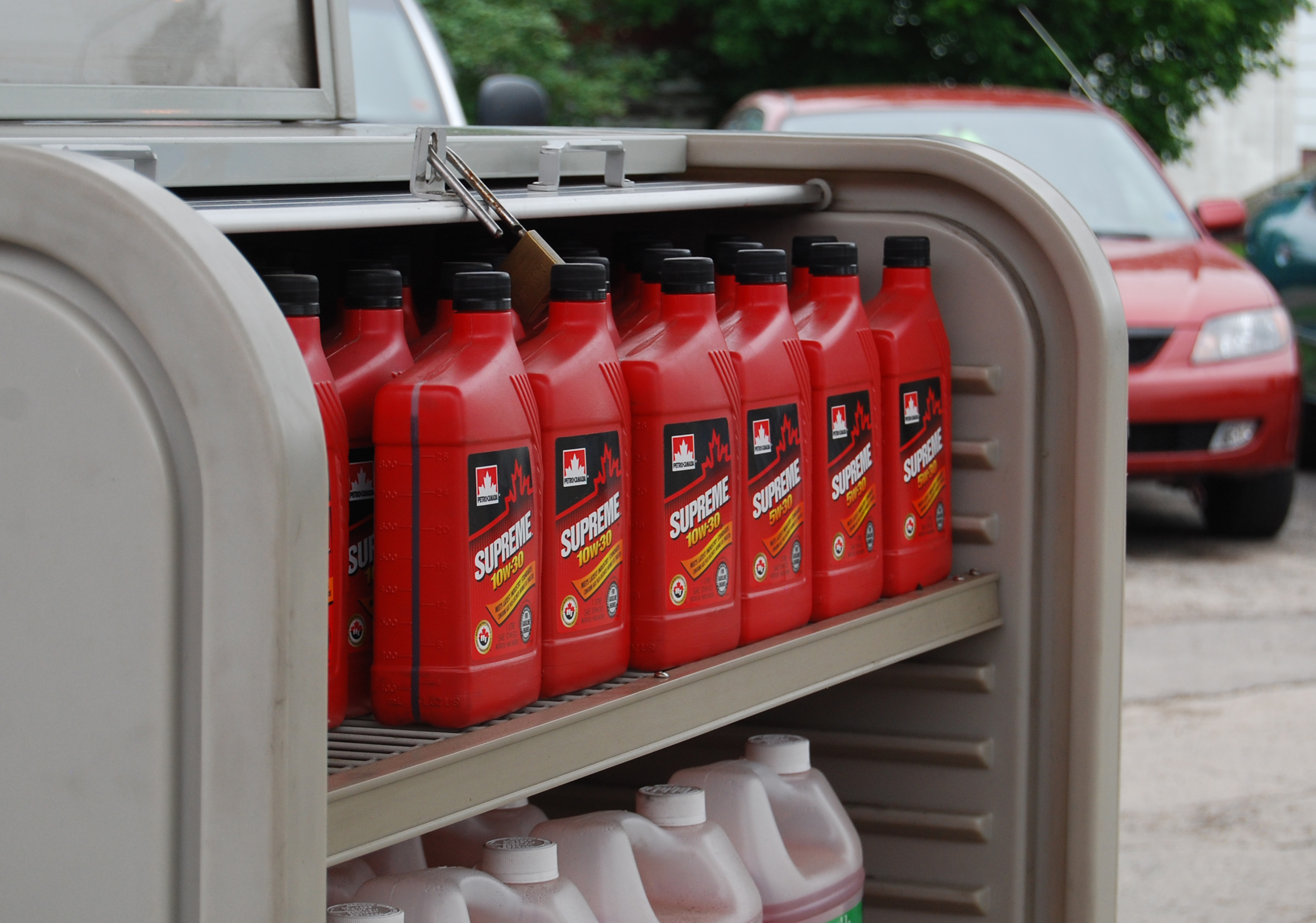
加拿大販售的石油产品(潤滑油)

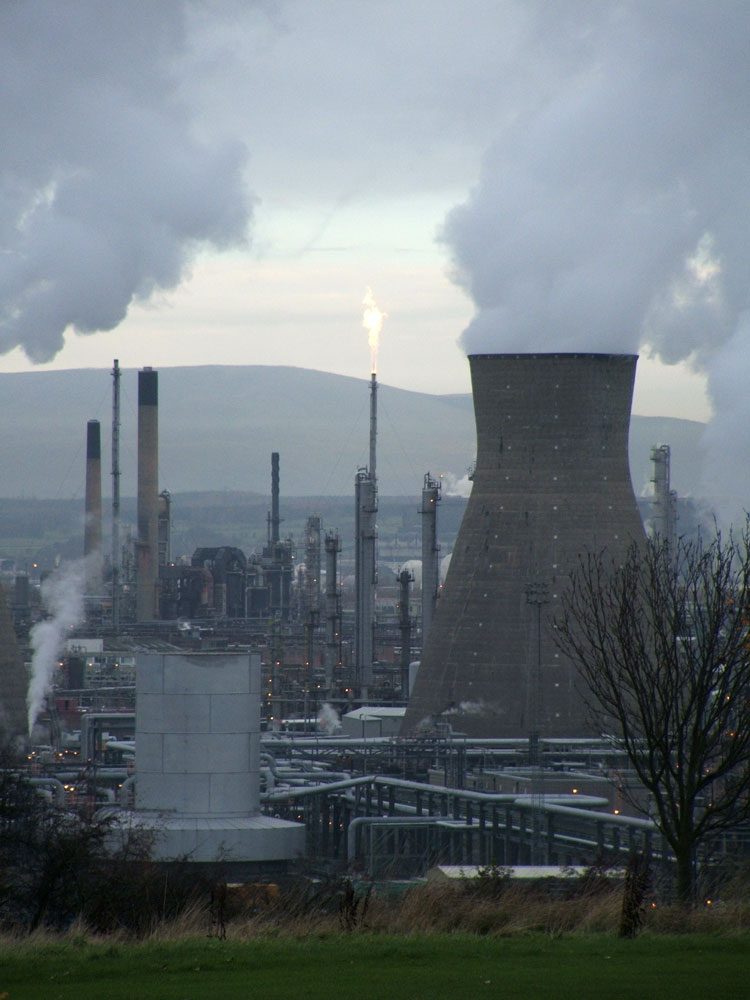
在蘇格蘭格蘭傑默斯（Grangemouth）的一間石化煉油廠

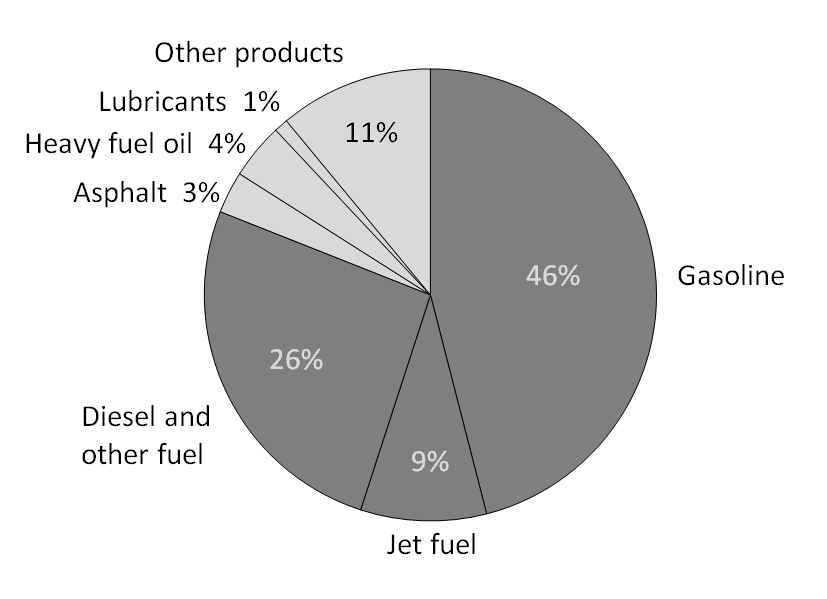
石油產品比重

依原油成份及市場需求的不同，煉油廠可以提煉出各種不同的產品。佔產量比重最高的是各種等級的燃油。此外還有其它的化學物質，可以再經化工過程製造出塑膠和其它物品。因原油中含有硫，煉油廠也可從中提煉出大量的硫。石油焦（成份為氫和碳）也是一種石油產品。原油提煉出來的氫經常用於其它煉油過程，如氫催化裂解（加氫裂化）和加氫脫硫。

## 主要石油產品
| - 石油化學物質 （ 塑料 ） - 瀝青 - 燃油 （柴油、汽油 ） - 衣服（化学纤维） - 药品（苯） - 清洁用品（洗涤剂、洗发水、沐浴乳、肥皂等） - 化妆品 |  | - 煤氣 - 液化石油氣 - 潤滑油 - 石蠟 - 溚（焦油） - 合成橡胶 - 食品相关（化肥、杀虫剂、口香糖等） |

## 特種終端產品
煉油廠常將多種原料、添加物混合，以利短期儲存，或方便以陸運、海運大量運輸。
- 將丙烷一類的氣態燃料以液態儲存，並以油罐車輸送。
- 製造混合物液態燃料（配製汽車用汽油、航空汽油、煤油、渦輪機燃油、柴油，添加染料、清潔劑、抗爆劑、氧化劑、抗真菌化合物等），用鐵路、貨船、運油船運送，也可以管線直接輸送給消費者，例如用管線將燃料送到機場，或將多種燃料以管線輸送給配送者，並以检管器將不同產品分離。
- 潤滑劑（生產輕型機油、電動機潤滑油、潤滑油，視需要而加入粘度穩定劑），通常以散裝運到異地包裝廠。
- 石蠟，用於包裝冷凍食品等用途，用常以塊狀運送到工廠，準備加工使用。
- 硫（或硫酸），原油脫硫產生的副產品，可用於工業原料，通常以其先驅物質發煙硫酸運送。
- 焦油散裝運至異地工廠封裝，可與礫石混合鋪設屋頂。注意！這裡的焦油不是煙裡的焦油
- 瀝青──用來作為粘結礫石，形成瀝青混凝土，用於鋪路、地面等，通常以散裝運輸。
- 石油焦，在用特種碳素製品，如某些類型的電極，或作為固體燃料。
- 石化物質或石化原料送至石化工廠進行進一步處理。這些石化物質可能是烯、烯的先驅物質或芳香性化合物。

石化產品有廣闊的多種用途。他們普遍用作單體或生產單體的原料。烯烴，如α─烯烴和二烯烴常被用作單體，雖然芳烴也可以被用來作為單體的前體。然後單體以各種方式聚合，形成聚合物。高分子材料（聚合物），可用於塑料、橡膠、纖維，或這些物質的中間形式。一些聚合物也被用來作為凝膠體或潤滑劑。石化產品還可以用作溶劑或生產溶劑的原料。石化產品也可以被用來作為各種化學物，如車輛的液體、表面活性劑，的先驅物質。